# 研究系
研究系，中华民国初年的一个政治派别，名于“宪法研究会”。该派源于进步党。该党是民元国会中仅次于国民党的第二大党，以黎元洪、熊希龄、梁启超为首领。坚持宪政治国，反对袁世凯称帝。
1916年袁世凯死后，国会重开，進步党分为三派：
- （一）以梁启超为首（实际以王家襄、陈国祥为首）的宪法研究同志会，
- （二）以汤化龙为首的宪法案研究会，
- （三）以亲国民党的孙洪伊为首组成的韬园系（宪政商榷会），實質應視為重開國會後的國民黨系組織。

1916年9月13日，梁、汤两派合并为宪法研究会，即研究系。韬园系成為國民系黨團組織。研究系主张加强国务院权力以体现责任内阁精神，并且反对省宪及省长民选。1917年张勋复辟被粉碎之后，研究系积极推动段祺瑞拒绝恢复“约法”，重新选举国会（但國會改選后，研究系未取得國會控制權，段祺瑞御用政客組成的安福俱樂部取得國會絕對多數，第二屆國會即安福国会），反对孙中山的护法运动。1920年7月直皖战争爆发，段祺瑞皖系失败；8月安福国会被解散，从此研究系走入低潮。
研究系的机关报是北京《晨报》。

## 后续发展
1927年梁启超、伍宪子、徐勤等组建的中国民主宪政党是为研究系的延续。
民主宪政党于1946年与张君劢的中国国家社会党合并而成立中国民主社会党，在1949年跟随中国国民党去台湾，而在中国大陆成为被取缔的非法组织。